# Impasse fronteiriço entre China e Índia de 2017
O impasse fronteiriço entre China e Índia de 2017 ou impasse em Doklam foi um impasse na fronteira militar entre as Forças Armadas Indianas e o Exército Popular de Libertação da China sobre a construção chinesa de uma estrada em Doklam, perto de uma área da tríplice fronteira conhecida em chinês como Donglang ou Donglang Caochang (que significa pasto ou campo de pastagem  de Donglang). Em 16 de junho de 2017, as tropas chinesas com veículos de construção e equipamentos de construção de estradas começaram a estender uma estrada existente para o sul em Doklam, um território reivindicado pela China e pelo Butão, aliado da Índia.
Em 18 de junho de 2017, como parte da Operação Juniper, cerca de 270 soldados indianos armados com duas escavadeiras cruzaram a fronteira de Sikkim para Doklam para impedir que as tropas chinesas construíssem a estrada.  Em 28 de agosto, Índia e China anunciaram que haviam retirado todas as suas tropas do local do confronto em Doklam.